# Лі На
Лі На (кит.: 李娜, 26 лютого 1982) — китайська тенісистка.
Лі На першою з китайських тенісисток пробилася у чільну 30-ку рейтингу Жіночої тенісної асоціації (у 2006), чільну 20-ку (у 2006) і чільну 10-ку (у 2010). Вона першою із землячок потрапила до чвертьфіналу турніру Великого шолома. Найбільший її успіх — перемога у Відкритому чемпіонаті Франції (2011).
Свою другу перемогу в турнірах Великого шолома Лі На здобула на Відкритому чемпіонаті Австралії 2014.
Для Лі На характерні потужні удари з відскоку, атлетизм і швидка реакція. За стилем гри вона агресивний гравець задньої лінії. Сильніший із її ударів бекхенд. Вона добре рухається на корті. Граючи іноді в парі, Лі На непогано почувається на сітці. Недоліками її гри є велике число невимушених помилок і тактична одноманітність — підкрутки й підрізки для неї рідкість.

## 2011
На Відкритому чемпіонаті Австралії Лі На поступилася в фіналі бельгійці Кім Клейстерс 6:3, 3:6, 3:6. Однак, Лі На стала першою китайською тенісисткою, що зуміла потрапити у фінал турніру Великого шолома. У півфіналі вона перемогла першу ракетку світу Каролін Возняцкі.
Лі На виграла Відкритий чемпіонат Франції 2011, здолавши в фіналі Франческу Ск'явоне.